# Mohammed Benúza
Mohammed Benúza (arabul: محمد بنوزة; Orán, 1972. szeptember 26. –) algériai nemzetközi  labdarúgó-játékvezető.

## Pályafutása

### Nemzeti játékvezetés
Ellenőreinek, sportvezetőinek javaslatára lett országa legmagasabb bajnokságának játékvezetője.

### Nemzetközi játékvezetés
Az Algériai labdarúgó-szövetség Játékvezető Bizottsága 2001-ben terjesztette fel nemzetközi játékvezetőnek, a Nemzetközi Labdarúgó-szövetség (FIFA) bírói közé. Több nemzetek közötti válogatott- és klubmérkőzést vezetett. Az algériai nemzetközi játékvezetők rangsorában, a világbajnokság-Afrika-bajnokság sorrendjében többedmagával az 1. helyet foglalja el 16 találkozó szolgálatával.

#### Labdarúgó-világbajnokság

##### U20-as labdarúgó-világbajnokság
Egyesült Arab Köztársaság a 14., a 2003-as ifjúsági labdarúgó-világbajnokságot, Kanada a 16., 2007-es U20-as labdarúgó-világbajnokságot, Egyiptom a 17., a 2009-es U20-as labdarúgó-világbajnokságot rendezte, ahol a FIFA JB játékvezetői szolgálattal bízta meg.

###### 2003-as ifjúsági labdarúgó-világbajnokság
| Időpont            | Helyszín                              | Mérkőzés típusa              | Mérkőzés              | Eredmény | Nézők száma |
| ------------------ | ------------------------------------- | ---------------------------- | --------------------- | -------- | ----------- |
| 2003. november 29. | Al-Nahyan Stadion, Abu-Dzabi          | csoportmérkőzés (F. csoport) | Dél-Korea–Németország | 2 : 0    | 8 000       |
| 2003. december 4.  | Mohammad Bin Zayed Stadion, Abu-Dzabi | csoportmérkőzés (A. csoport) | Szlovákia–Panama      | 1 : 0    | 4 000       |

###### 2007-es ifjúsági labdarúgó-világbajnokság
| Időpont          | Helyszín                       | Mérkőzés típusa              | Mérkőzés           | Eredmény | Nézők száma |
| ---------------- | ------------------------------ | ---------------------------- | ------------------ | -------- | ----------- |
| 2007. július 8.  | Commonwealth Stadion, Edmonton | csoportmérkőzés (C. csoport) | Új-Zéland–Mexikó   | 1 : 2    | 29 792      |
| 2007. június 30. | Frank Clair Stadion, Ottawa    | csoportmérkőzés (E. csoport) | Észak-Korea–Panama | 0 : 0    | 26 559      |
| 2007. július 11. | Commonwealth Stadion, Edmonton | nyolcaddöntő                 | Ausztria–Gambia    | 2 : 1    | 18 721      |

###### 2009-es ifjúsági labdarúgó-világbajnokság
| Időpont              | Helyszín                     | Mérkőzés típusa              | Mérkőzés              | Eredmény | Nézők száma |
| -------------------- | ---------------------------- | ---------------------------- | --------------------- | -------- | ----------- |
| 2009. szeptember 25. | Álszálám Stadion, Kairó      | csoportmérkőzés (B. csoport) | Spanyolország–Tahiti  | 8 : 0    | 10 540      |
| 2009. szeptember 30. | Központi Stadion, Port Szaíd | csoportmérkőzés (E. csoport) | Ausztrália–Costa Rica | 0 : 3    | 17 200      |
| 2009. október 5.     | Nemzetközi Stadion, Kairó    | egyik nyolcaddöntő           | Paraguay–Dél-Korea    | 0 : 3    | 10 720      |

---
A világbajnoki döntőhöz vezető úton Németországba a XVIII., a 2006-os labdarúgó-világbajnokságra a FIFA JB bíróként alkalmazta. Algériában arra számítottak, hogy legjobb játékvezetőjük képviselheti Afrikát 2006-ban, de fiatal korát figyelembe véve, mégis idősebb játékvezetőket terjesztett fel az Afrikai Labdarúgó-szövetség (CAF).  2008-ban a FIFA bejelentette, hogy a Dél-Afrikai rendezésű, a XIX., a 2010-es labdarúgó-világbajnokság lehetséges játékvezetők átmeneti listájára jelölte. A FIFA 2010. február 5-én kijelölte a (június 11.-július 11.) közötti dél-afrikai világbajnokságon közreműködő harminc játékvezetőt, akik Kassai Viktor és 28 társa között ott lehetett a világtornán. Az érintettek március 2–6. között a Kanári-szigeteken vettek részt szemináriumon, ezt megelőzően február 26-án Zürichben orvosi vizsgálaton kellett megjelenniük. Az ellenőrző vizsgálatokon megfelelt az elvárásoknak, így a FIFA JB delegálta az utazó keretbe. 2010. május 27-én a FIFA két játékvezetői hármast kivett a keretből, mert az erőnléti felméréseken nem volt megfelelő a teljesítményük. Benúza két partbírója nem tudta teljesíteni a fizikai követelményeket. Brazíliába a XX., a 2014-es labdarúgó-világbajnokságra vezető úton is az Afrika (CAF) zónában tevékenykedik.

##### 2006-os labdarúgó-világbajnokság

###### Selejtező mérkőzés
| Időpont             | Helyszín                       | Mérkőzés típusa                  | Mérkőzés                         | Eredmény | Nézők száma |
| ------------------- | ------------------------------ | -------------------------------- | -------------------------------- | -------- | ----------- |
| 2004. június 5.     | Leopold Senghor Stadion, Dakar | előselejtező 2. kör (1. csoport) | Szenegál–Kongó                   | 2 : 0    | 18 000      |
| 2005. június 4.     | Várzea Stadion, Praia          | előselejtező 2. kör (2. csoport) | Zöld-foki Köztársaság–Dél-Afrika | 1 : 2    | 6 000       |
| 2005. szeptember 3. | Moulay Abdellah Stadion, Rabat | előselejtező 2. kör (5. csoport) | Marokkó–Botswana                 | 1 : 0    | 25 000      |
| 2005. október 8.    | Nemzeti Stadion, Kampala       | előselejtező 2. kör (2. csoport) | Uganda–Burkina Faso              | 2 : 2    | 1 433       |

##### 2010-es labdarúgó-világbajnokság

###### Selejtező mérkőzés
| Időpont             | Helyszín                       | Mérkőzés típusa                  | Mérkőzés            | Eredmény | Nézők száma |
| ------------------- | ------------------------------ | -------------------------------- | ------------------- | -------- | ----------- |
| 2008. június 14.    | Omar Bongo Stadion, Libreville | előselejtező 2. kör (5. csoport) | Gabon–Ghána         | 2 : 0    | 39 000      |
| 2008. június 21.    | Mohamed V Stadion, Casablanca  | előselejtező 2. kör (8. csoport) | Marokkó–Ruanda      | 2 : 0    | 2 500       |
| 2008. szeptember 7. | l'Amitié Stadion, Cotonou      | előselejtező 2. kör (3. csoport) | Benin–Angola        | 3 : 2    | 30 000      |
| 2009. március 28.   | du 4-Août Stadion, Ouagadougou | előselejtező (E. csoport)        | Burkina Faso–Guinea | 4 : 2    | 30 000      |
| 2009. október 11.   | Március 26. Stadion, Bamako    | előselejtező (D. csoport)        | Mali–Szudán         | 1 : 0    | 15 000      |

##### 2014-es labdarúgó-világbajnokság

###### Selejtező mérkőzés
| Időpont             | Helyszín                                     | Mérkőzés típusa                  | Mérkőzés                          | Eredmény | Nézők száma |
| ------------------- | -------------------------------------------- | -------------------------------- | --------------------------------- | -------- | ----------- |
| 2012. június 9.     | Mandela Nemzeti Stadion, Kampala             | előselejtező (2. kör, J csoport) | Uganda–Szenegál                   | 1 – 1    | 30 000      |
| 2013. június 14.    | Június 11. Stadion, Tripoli                  | előselejtező (2. kör, I csoport) | Líbia–Togo                        | 2 – 0    | 40 000      |
| 2013. szeptember 7. | Alphonse Massemba-Débat Stadion, Brazzaville | előselejtező (2. kör, A csoport) | Közép-afrikai Köztársaság–Etiópia | 1 – 2    | 1500        |

#### Afrikai nemzetek kupája
Az afrikai kupa döntőjéhez vezető úton Egyiptom a 25., a 2006-os afrikai nemzetek kupája. Ghána a 26., a 2008-as afrikai nemzetek kupája, Angola a 27., a 2010-es afrikai nemzetek kupája, Egyenlítői-Guinea és Gabon a 28., a 2012-es afrikai nemzetek kupája, valamint a Dél-afrikai Köztársaság a 29., a 2013-as afrikai nemzetek kupája labdarúgó tornán a  CAF JB bírói szolgálatra alkalmazta.

##### 2006-os afrikai nemzetek kupája

###### Afrikai Nemzetek Kupája mérkőzés
| Időpont          | Helyszín                             | Mérkőzés típusa              | Mérkőzés          | Eredmény | Nézők száma |
| ---------------- | ------------------------------------ | ---------------------------- | ----------------- | -------- | ----------- |
| 2006. január 22. | Harras El-Hedoud Stadion, Alexandria | csoportmérkőzés (C. csoport) | Dél-Afrika–Guinea | 0 : 2    |             |

##### 2008-as afrikai nemzetek kupája

###### Afrikai Nemzetek Kupája mérkőzés
| Időpont          | Helyszín                           | Mérkőzés típusa              | Mérkőzés                 | Eredmény | Nézők száma |
| ---------------- | ---------------------------------- | ---------------------------- | ------------------------ | -------- | ----------- |
| 2008. január 21. | Központi Stadion, Sekondi-Takoradi | csoportmérkőzés (B. csoport) | Nigéria–Elefántcsontpart | 0 : 1    | 16 000      |
| 2008. február 3. | Ohene Djan Stadion, Accra          | egyik negyeddöntő            | Ghána–Nigéria            | 2 : 1    | 44 000      |

##### 2010-es afrikai nemzetek kupája

###### Afrikai Nemzetek Kupája mérkőzés
| Időpont          | Helyszín                             | Mérkőzés típusa              | Mérkőzés     | Eredmény | Nézők száma |
| ---------------- | ------------------------------------ | ---------------------------- | ------------ | -------- | ----------- |
| 2010. január 21. | Graça Stadion, Benguela              | csoportmérkőzés (D. csoport) | Gabon–Zambia | 1 : 2    | 5 000       |
| 2010. január 24. | Cidade Universitária Stadion, Luanda | egyik negyeddöntő            | Angola–Ghána | 0 : 1    | 22 000      |

##### 2012-es afrikai nemzetek kupája

###### Selejtező mérkőzés
| Időpont             | Helyszín                   | Mérkőzés típusa           | Mérkőzés                   | Eredmény |
| ------------------- | -------------------------- | ------------------------- | -------------------------- | -------- |
| 2010. július 1.     | Nemzeti Stadion, N’Djamena | előselejtező (K. csoport) | Csád–Togo                  | 2 : 2    |
| 2010. szeptember 4. | Varzea Stadion, Praia      | előselejtező (A. csoport) | Zöld-foki Köztársaság–Mali | 1 : 0    |
| 2011. június 5.     | Stade de l’Amitié, Cotonou | előselejtező (H. csoport) | Benin–Elefántcsontpart     | 2 – 6    |
| 2011. szeptember 4. | Rufaro Stadion, Harare     | előselejtező (A. csoport) | Zimbabwe–Libéria           | 3 – 0    |

###### Afrikai Nemzetek Kupája mérkőzés
| Időpont          | Helyszín              | Mérkőzés típusa              | Mérkőzés                 | Eredmény | Nézők száma |
| ---------------- | --------------------- | ---------------------------- | ------------------------ | -------- | ----------- |
| 2012. január 22. | Nuevo Stadion, Malabo | csoportmérkőzés (B. csoport) | Burkina Fasó–Angola      | 1 – 2    | 17 000      |
| 2012. január 29. | Nuevo Stadion, Malabo | csoportmérkőzés (A. csoport) | Egyenlítői-Guinea–Zambia | 0 : 1    | 44 000      |
| 2012. február 8. | Városi Stadion, Bata  | egyik elődöntő               | Zambia–Ghána             | 1 : 0    | 12 000      |

##### 2013-as afrikai nemzetek kupája

###### Selejtező mérkőzés
| Időpont             | Helyszín                  | Mérkőzés típusa       | Mérkőzés     | Eredmény | Nézők száma |
| ------------------- | ------------------------- | --------------------- | ------------ | -------- | ----------- |
| 2012. szeptember 8. | Ohene Djan Stadion, Accra | előselejtező (2. kör) | Ghána–Malawi | 2 – 0    | 38 000      |

###### Afrikai Nemzetek Kupája mérkőzés
| Időpont          | Helyszín                   | Mérkőzés típusa              | Mérkőzés             | Eredmény | Nézők száma |
| ---------------- | -------------------------- | ---------------------------- | -------------------- | -------- | ----------- |
| 2013. január 21. | Mbombela Stadion, Mbombela | csoportmérkőzés (C. csoport) | Nigéria–Burkina Faso | 1 – 1    | 8500        |

#### Afrikai Nemzetek bajnoksága
Dél-afrikai Köztársaság rendezte a 2014-es Afrikai Nemzetek bajnoksága nemzetközi tornát, ahol a CAF JB bíróként vette igénybe szolgálatát.

##### 2014-es Afrikai Nemzetek bajnoksága
| Időpont          | Helyszín                        | Mérkőzés típusa              | Mérkőzés                                   | Eredmény | Nézők száma |
| ---------------- | ------------------------------- | ---------------------------- | ------------------------------------------ | -------- | ----------- |
| 2014. január 14. | Peter Mokaba Stadion, Polokwane | csoportmérkőzés (D. csoport) | Kongói Demokratikus Köztársaság–Mauritánia | 1 – 0    | 6000        |
| 2014. január 19. | Központi Stadion, Fokváros      | csoportmérkőzés (A. csoport) | Nigéria–Dél-afrikai Köztársaság            | 3 – 1    | 35 000      |
| 2014. február 1. | Központi Stadion, Fokváros      | döntő                        | Líbia–Ghána                                | 0 – 0    | 16 505      |

#### Nemzetközi kupamérkőzések
Vezetett Kupa-döntők száma: 3.

##### Afrika Bajnokok Ligája
| Időpont           | Helyszín                      | Mérkőzés típusa     | Mérkőzés                               | Eredmény | Nézők száma |
| ----------------- | ----------------------------- | ------------------- | -------------------------------------- | -------- | ----------- |
| 2004. december 4. | Olimpiai Stadion, Szúsza      | döntő első mérkőzés | l´ES Sahel (tunéziai)–Enyimba (nigeri) | 2 – 1    | 25 000      |
| 2009. november 7. | Municipal Stadion, Lubumbashi | második döntő       | TP Mazembe–Heartland F.C               | 1 – 0    |             |

##### Afrikai Szövetség Kupája
| Időpont            | Helyszín                       | Mérkőzés típusa | Mérkőzés                | Eredmény |
| ------------------ | ------------------------------ | --------------- | ----------------------- | -------- |
| 2008. november 8.  | Taïeb Mhiri Stadion, Szfaksz   | első döntő      | CS Sfaxien–Etoile Sahel | 1 : 1    |
| 2010. november 28. | Moulay Abdellah Stadion, Rabat | első döntő      | FUS Rabat–CS Sfaxien    | 0 : 0    |